# ریموند کایلبل
ریموند کایلبل (به فرانسوی: Raymond Kaelbel) بازیکن فوتبال و مدافع اهل فرانسه است که از سال ۱۹۵۴ تا ۱۹۶۰ میلادی عضو تیم ملی فوتبال فرانسه بوده‌است. وی در ۳۵ بازی ملی حضور داشته‌است و در بازی‌های ملی‌اش ۱ گل به ثمر رساند.